# سنگ اقیانوس
سنگ اقیانوس (ژاپنی: ストーンオーシャン هپبورن: Sutōn Ōshan) ششمین آرک داستانی از مجموعه مانگای ژاپنی ماجراجویی عجیب و غریب جوجو است، که توسط هیروهیکو آراکی نوشته و تصویرگری شده‌است. این مجموعه از ۱ ژانویه ۲۰۰۰ تا ۲۱ آوریل ۲۰۰۳ در هفته‌نامه شونن جامپ انتشارات شوئیشا سریال‌سازی شد و در ۱۷ جلد تانکوبون گردآوری شده‌است. در انتشار اصلی آن، به عنوان ماجراجویی عجیب و غریب جوجو قسمت ۶ جولین کوجو: سنگ اقیانوس  شناخته شده بود. قبل از آن وزش طلایی و پس از آن استیل بال ران اجرا شد.

## یاداشت
1. ↑  JoJo's Bizarre Adventure Part 6 Jolyne Cujoh: Stone Ocean (ジョジョの奇妙な冒険 第۶部 空条徐倫 ―『 石作りの海』؟, JoJo no Kimyō na Bōken Dai Roku Bu Kūjō Jorīn: Sutōn Ōshan)